# درسلاویتسه (ناحیه پراخاتیتسه)
درسلاویتسه (به چکی: Drslavice) یک منطقهٔ مسکونی در جمهوری چک است که در ناحیه پراخاتیتسه واقع شده‌است. درسلاویتسه ۴٫۷۴ کیلومتر مربع مساحت و ۷۷ نفر جمعیت دارد و ۶۶۵ متر بالاتر از سطح دریا واقع شده‌است.